# Skocznia narciarska w dolinie Jaworzynce

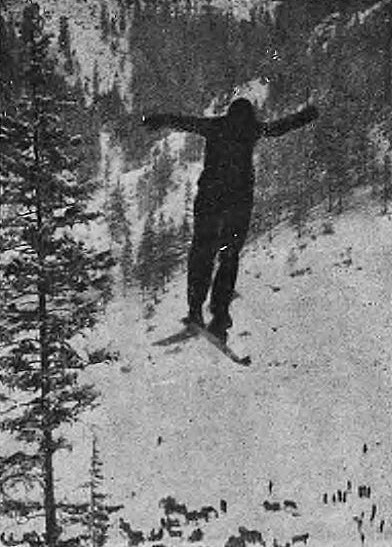
Wilhelm Stolpe podczas skoku na skoczni 8 lutego 1925

Skocznia narciarska w dolinie Jaworzynce – dawna skocznia narciarska w dolinie Jaworzynce w polskich Tatrach. Znajdowała się na orograficznie lewych stokach tej doliny, na Jaworzyńskich Czołach (na stoku zwanym Pod Limbowe).

## Historia
Pomysł na zbudowanie wielkiej odskoczni w Jaworzynce padł w 1920. W styczniu 1921 skocznia projektu Aleksandra Schielego była już gotowa do zawodów, jednak otwarto ją 8 marca. Była wtedy największą skocznią w Zakopanem.
Prawdopodobnie pierwszymi zawodami w dolinie Jaworzynce były Mistrzostwa Polski w 1921. Zwyciężył w nich Andrzej Krzeptowski I, skacząc 14 metrów. W 1923 zmodernizowano obiekt. W styczniu tego roku zorganizowano konkurs, w którym Aleksander Rozmus osiągnął 30,5 m. W 1924 na skoczni odbył się duży konkurs skoków, w którym zwyciężył Henryk Mückenbrunn, skacząc w jednym ze skoków najdalej tamtego dnia – 24,5 m. W 1925 Jaworzynka była areną zmagań w Mistrzostwach Zakopanego (równych MP), kiedy to po raz kolejny wygrał Henryk Mückenbrunn.
Po zbudowaniu w 1925 większej i nowocześniejszej Wielkiej Krokwi, obiekt w Jaworzynce zaczął stopniowo tracić na znaczeniu, choć był jeszcze raz modernizowany. Na zawodach w styczniu 1926 najdłuższy skok w historii skoczni (zakończony upadkiem) oddał Stanisław Gąsienica-Sieczka osiągając 36,5 m. Ten sam zawodnik miesiąc później ustanowił rekord obiektu uzyskując odległość 34 m. Kilka dni później, 7 marca 1926 odbyły się zawody, w których padł ostatni rekord skoczni – 36 metrów Františka Wende z Czechosłowacji.
Obiekt ostatecznie rozebrano w 1930.